# Uniti per l'Ungheria
Uniti per l'Ungheria (in ungherese Egységben Magyarországért) è stata una coalizione multipartitica costituitasi per le elezioni parlamentari ungheresi del 2022.
Inizialmente nota come Ellenzéki összefogás ("Opposizione Unita"), la coalizione è costituita dai seguenti partiti politici, in seguito alle elezioni parlamentari del 2018 tutti all'opposizione del governo Orbán oppure extraparlamentari:
- Partito Socialista Ungherese
- Coalizione Democratica
- Jobbik (fino al 2023)
- La Politica può essere Diversa
- Dialogo per l'Ungheria
- Movimento Momentum

Sono partiti associati:
- Partito Liberale Ungherese
- Partito Popolare "Mondo Nuovo"
- Nuovo Inizio

Le seguenti organizzazioni sostengono inoltre la coalizione:
- Un'Ungheria per tutti
- Movimento 99
- Szikra Mozgalom

## Risultati elettorali
| Elezione          | Voti      | %     | Seggi    | Posizione   |
| ----------------- | --------- | ----- | -------- | ----------- |
| Parlamentari 2022 | 1.805.899 | 34,89 | 57 / 199 | Opposizione |

| Elezione               | Voti    | %     | Seggi   | Posizione   |
| ---------------------- | ------- | ----- | ------- | ----------- |
| Comunali Budapest 2019 | 353.593 | 50,86 | 18 / 33 | Maggioranza |